# Club Sportiv de Volei Alba-Blaj 2014-2015
Questa voce raccoglie le informazioni riguardanti il Club Sportiv de Volei Alba-Blaj nelle competizioni ufficiali della stagione 2014-2015.

## Organigramma societario
Area direttiva
- Presidente: Sergiu Ştefănescu

Area tecnica
- Allenatore: Darko Zakoč

## Rosa
| N° | Nome                | Ruolo | Data di nascita   | Nazionalità sportiva |
| -- | ------------------- | ----- | ----------------- | -------------------- |
| 1  | Adina Stanciu       | S/O   | 17 dicembre 1986  | Romania              |
| 2  | Adina Salaoru       | S/O   | 5 agosto 1989     | Romania              |
| 3  | Adriana Dumitru     | S     | 27 luglio 1977    | Romania              |
| 4  | Ioana Vodă          | C     | 16 novembre 1995  | Romania              |
| 5  | Naoko Hashimoto     | P     | 11 luglio 1984    | Giappone             |
| 5  | Bojana Radulović    | P     | 3 gennaio 1984    | Serbia               |
| 6  | Katja Medved        | L     | 20 marzo 1986     | Slovenia             |
| 7  | Martina Útlá        | S     | 17 luglio 1985    | Rep. Ceca            |
| 8  | Sorina Mocan        | P     | 25 settembre 1996 | Romania              |
| 9  | Jacqueline de Sousa | P     | 22 febbraio 1986  | Brasile              |
| 10 | Natallia Matseichyk | C     | 22 gennaio 1985   | Bielorussia          |
| 11 | Ioana Nemțanu       | S     | 1º gennaio 1989   | Romania              |
| 12 | Cvetelina Zarkova   | C     | 11 dicembre 1986  | Bulgaria             |
| 13 | Elena Rusu          | C     | 19 marzo 1983     | Romania              |
| 15 | Ramona Rus          | S     | 10 settembre 1996 | Romania              |
| 17 | Roxana Ivanof       | C     | 9 febbraio 1985   | Romania              |
| 18 | Ivana Ðerisilo      | S/O   | 8 agosto 1983     | Serbia               |
| 19 | Alexandra Biriş     | C     | 19 gennaio 1996   | Romania              |